# Photedes punicea-suffusa
Photedes punicea-suffusa là một loài bướm đêm trong họ Noctuidae.